# Ellertshaar
Ellertshaar (Nedersaksisch: de Klonie) is een plaats in de Nederlandse provincie Drenthe. Het is een onderdeel van de gemeente Borger-Odoorn en ligt ongeveer 17 km ten zuidoosten van Assen.
In Ellertshaar wordt zand gewonnen dat gebruikt wordt als metsel- en betonzand.

## Geschiedenis
Ellertshaar is een ontginningkolonie die ontstond in 1804.

## Naam
De naam van het dorp is afgeleid van de woorden ellerts en haar. Het eerste deel komt van het Germaanse aliso en Middelnederlandse else en verwijst naar de els. Het zou ook afkomstig kunnen zijn van de naam Ellert, mogelijk verwant met Ellert en Brammert. De aanduiding 'haar' betekent: hoge rug in het landschap, begroeid met grassen en struikgewas.
Drenthe: Steden en dorpen      Nederland: Provincies · Gemeenten